# Наталі Вільямс
Наталі Вільямс (англ. Natalie Williams; нар. 30 листопада 1970) — американська баскетболістка.
Олімпійська чемпіонка 2000 року.
Чемпіонка світу з баскетболу серед жінок 1998, 2002 років.
Переможниця Кубка Джонса 1996 року.